# Apple Cloud
Apple Cloud — совокупность всех облачных интернет-сервисов компании Apple Inc, и одно из подразделений этой корпорации, формирующее, поддерживающее работу и развивающее информационную инфраструктуру — всю совокупность аппаратного обеспечения нескольких корпоративных дата-центров (ЦОД) содержащих кластеры, которые обеспечивают работу веб-сервисов Apple.
C апреля 2024 года это подразделение возглавил Сумит Гупта (Sumit Gupta) — один из бывших руководителей компании Google.

## Список действующих интернет-сервисов Apple
- iCloud — облачная система хранения и веб-приложения;
- Apple Store — интернет-магазин оборудования;
- App Store — магазин приложений для мобильных iOS и iPadOS;
- Mac App Store — магазин приложений для настольной macOS;
- iTunes Store — магазин цифровой музыки, видео и мультимедиа;
  - iTunes U — каталог бесплатных учебных материалов;
- Apple Arcade — сервис дистрибьюции и подписки на видеоигры;
- Apple Music — потоковый музыкальный сервис;
- Apple TV+ — потоковый видео-сервис;
- Apple News+ — сервис для чтения журналов и новостей;
- Apple Fitness+ — потоковый сервис видео-тренировок;
- Apple Maps — картографический сервис;
- Apple Pay — сервис мобильных платежей;
- Apple Intelligence — ИИ-облако для инференса ИИ-моделей развёрнутых в ЦОД;
- iMessage — служба обмена мгновенными сообщениями;
- Siri — облачный персональный помощник и вопросно-ответная система.

## Дата-центры Apple

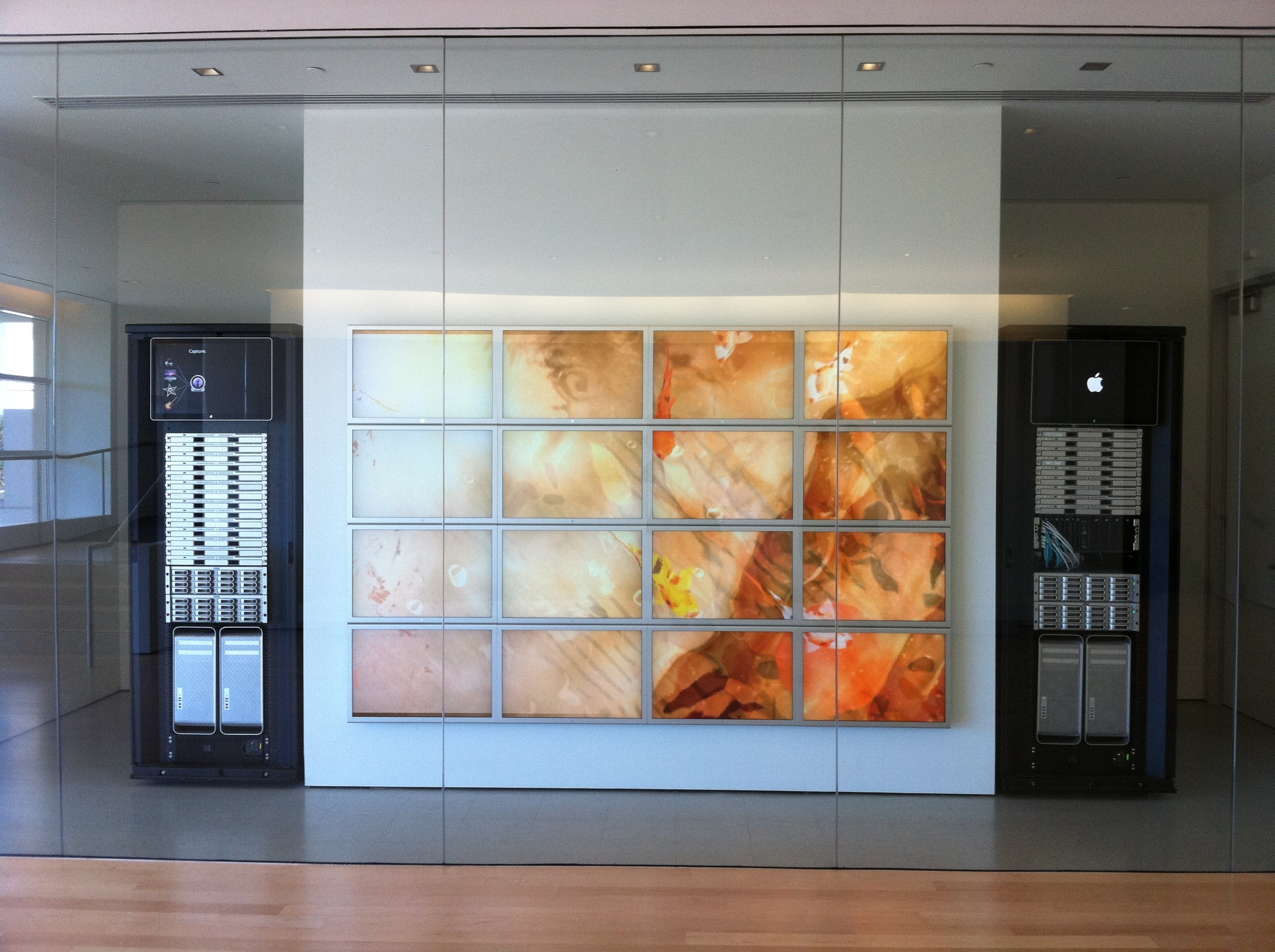
Стена с плоскими экранами и двумя серверными стойками в центре для совещаний руководства, в штаб-квартире Apple Campus (2010 год).

Компании Apple принадлежит 9 собственных дата-центров, а также неизвестное число арендуемых колокейшн-площадок по всему миру (для сравнения у компании Google на 2024 год было 36 дата-центров). По некоторым данным с 2017 года Apple является одним из крупнейших клиентов компании Digital Realty у которой она арендует часть площадей в 29 центрах обработки данных по всему миру.
Из отчёта компании стало известно, что для питания своих дата-центров и арендуемых колокейшн-мощностей в 2023 году Apple использовала 2,344 ТВт·ч электроэнергии.
Крупнейшие ЦОД Apple находятся в США — в штатах Аризона, Айова, Калифорния, Невада, Северная Каролина и Орегон, причём с 2015 года они соединены своей собственной приватной выделенной вычислительной сетью широкого охвата (глобальная вычислительная сеть) для организации передачи трафика между своими дата-центрами в пределах территории США. Также у Apple есть ЦОДы за пределами США: один в Дании (для региона EMEA) и два в Китае (для Азиатско-Тихоокеанского региона), и ещё 2 ЦОД находятся в стадии строительства (в США — штат Техас и в Ирландии).
При строительстве каждого дата-центра Apple инвестировала от $1 млрд до $3 млрд. И в каждом дата-центре сегодня работает примерно от 150 до 300 человек, обслуживающих тысячи размещённых там серверов объединённых в кластеры.

## Разновидности оборудования

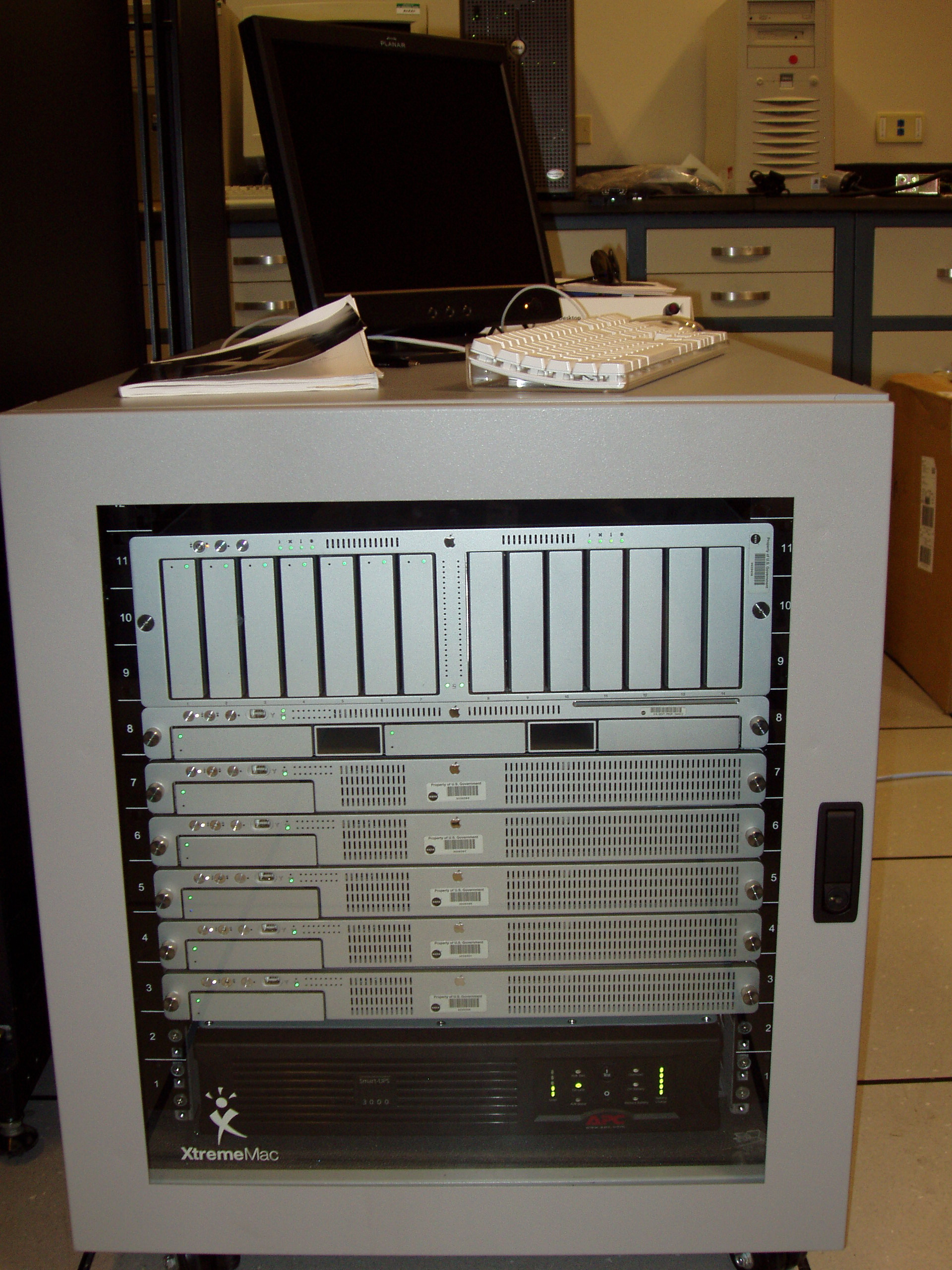
Небольшой кластер из серверов Apple Xserve с массивом дисков Xserve RAID (2005 год).

Apple начала развивать свои интернет-сервисы в 1997 году, когда впервые появился интернет-магазин оборудования Apple Store который был создан с помощью программной платформы WebObjects, изначально разработанной компанией NeXT Software.
Затем в январе 2000 года был запущен iTools — бесплатный набор интернет-сервисов для пользователей Mac OS 9.
И тогда в конце 1990-х и начале 2000-х годов компания строила все свои сервисы на собственном оборудовании — серверах Apple Network Server и Xserve, и использовала собственное проприетарное серверное программное обеспечение типа Mac OS X Server.
Но когда нагрузка на первые ЦОДы Apple возросла, особенно в 2007 году — после выпуска смартфонов iPhone и соответствующих интернет-сервисов к ним, то ЦОДы Apple стали строиться на общепринятом стандартном серверном оборудовании (обычных x86-серверах) и стандартном серверном программном обеспечении (как правило Red Hat Enterprise Linux или Debian Linux). С 2015 года серверное оборудование для ЦОД Apple как правило соответствует стандартам Open Compute Project (OCP) и закупается у различных ODM-вендоров вроде тайваньских компаний Quanta, Foxconn и Cumulus Networks. И это соответствует общепринятой практике крупнейших поставщиков инфраструктуры центров обработки данных (ЦОД) и облачных сервисов — гиперскейлеров (hyperscaler) в мире таких как: Amazon, Google, Meta и Microsoft.

### Apple Intelligence
Для работы, поддержки и развития Apple Intelligence компания Apple создала собственную облачную инфраструктуру ИИ-кластеров. В которой для безопасного ИИ-облака компания использует кастомные серверы на процессорах собственной разработки Apple silicon серии Apple M и собственную серверную ОС основанную на macOS. Плюс для своих ИИ-облаков Apple разрабатывает собственные серверные ИИ-ускорители.
Но Apple пока не хватает собственной облачной ИИ-инфраструктуры для Apple Intelligence, поэтому компания также использует ИИ-кластеры Google Cloud.
И для обучения своих ИИ-моделей Apple Intelligence компания также использует Google Cloud с тензорными процессорами Google TPU.
В марте 2025 года стало известно, что Apple размещает заказы на поставку самых современных и мощных серверных ИИ-суперускорителей Nvidia GB300 NVL72 на сумму около $1 млрд. И к работе над построением собственного большого серверного кластера для поддержки приложений генеративного ИИ, который будет состоять из приблизительно 250 систем стоимостью $3,7 — $4 млн каждая, Apple привлекла компании Dell и Supermicro.

### iCloud
Ранее сообщалось, что в 2011—2013 года для поддержки собственного интернет-сервиса хранения данных iCloud использовалась облачная инфраструктура Amazon Web Services и Microsoft Azure.
Но затем журналисты писали, что с 2016 года Apple перешла с использования Microsoft Azure на Google Cloud для поддержки собственного сервиса хранения данных iCloud, и сегодня является крупнейшим клиентом Google Cloud с точки зрения хранения данных, потратив около $300 млн на хранилище Google Cloud в 2021 году. В 2019 году Apple подписала соглашение, которое включало обязательство потратить не менее $1,5 млрд на Amazon Web Services (AWS) в течение 5 лет. И в этом же году компания сообщала, что является одним из крупнейших клиентов облака Amazon Web Services и платит более $30 млн в месяц за использование облачной системы хранения Amazon S3.

## Воздействие на окружающую среду
После критики со стороны Greenpeace в 2011 году, в 2013 году Apple объявила, что будет использовать на 100 % возобновляемые источники энергии для питания своих центров обработки данных, и в целом 75 % мощности исходит от возобновляемых источников.
Поэтому с 2013 года для обеспечения своих ЦОД Apple старается использовать экологически чистую энергию из возобновляемых источников: солнечную и ветроэнергетику, и стремится достигнуть углеродной нейтральности к 2030 году.